# تيمورلنك

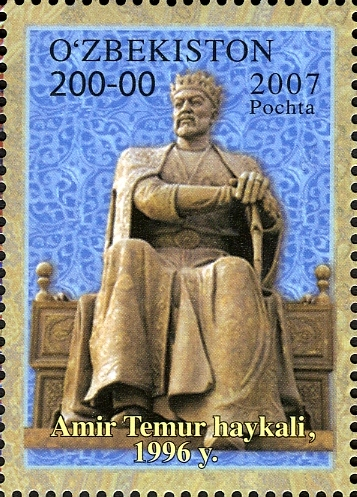
طابع يحمل صورة تمثال تيمورلنك

تيمور (باللغة الجغتائية: تيمور يعني «حديد»؛ (13 رجب 737 هـ / 9 أبريل 1336) - (27 شعبان 807 هـ / 17 فبراير 1405)، سُمي لاحقًا تيمور غوركاني (باللغة الجغتائية: تيمور کورگن تيمور كوريغِن)،  كان الفاتح التركي المغولي الذي أسس الإمبراطورية التيمورية في أفغانستان الحديثة وإيران وآسيا الوسطى وما حولها، وأصبح أول حاكم من السلالة التيمورية. كونه قائدًا لم يُهزم، يُعتبر على نطاق واسع أحد أعظم القادة العسكريين والتكتيكيين في التاريخ. يعتبر تيمور أيضًا راعيًا عظيمًا للفن والعمارة، إذ كان على صلة مع مثقفين مثل ابن خلدون وحافظ آبرو وبدأ في عهده عصر النهضة التيموري.
ولد في كونفدرالية بارلاس في بلاد ما وراء النهر (في أوزبكستان الحالية) في 9 أبريل 1336، سيطر تيمور على خانية جغتاي الغربية بحلول عام 1370. من تلك القاعدة، قاد حملات عسكرية عبر غرب وجنوب ووسط آسيا والقوقاز وجنوب روسيا، وبرز بصفته أقوى حاكم في العالم الإسلامي بعد أن هزم القبيلة الذهبية والدولة المملوكية في مصر وسوريا والإمبراطورية العثمانية الناشئة وسلطنة دلهي المتداعية في الهند. أسس تيمور الإمبراطورية التيمورية عبر هذه الفتوحات، لكنها تقسمت بعد وفاته بوقت قصير.
كان تيمور آخر الفاتحين البدو العظماء في السهوب الأوراسية، ومهدت إمبراطوريته الطريق لصعود إمبراطوريات البارود الإسلامي الأكثر تنظيمًا واستمرارية في القرنين السادس عشر والسابع عشر. كان تيمور من أصل تركي ومنغولي، ومن غير المحتمل أن يكون سليلًا مباشرًا من كليهما، لكنه يمتلك سلفًا مشتركًا مع جنكيز خان من جهة والده، في حين اقترح مؤلفون آخرون أن والدته قد تكون من نسل خان. من الواضح أنه سعى إلى التذرع بإرث الفتوحات الأخيرة خلال حياته. تصور تيمور استعادة إمبراطورية جنكيز خان المغولية (توفي عام 1227) ووفقًا لجيرارد شالياند، رأى نفسه وريثًا لجنكيز خان.
وفقا لبياتريس فوربس مانز، «استمر تيمور طوال حياته في تصوير نفسه في مراسلاته الرسمية على أنه المستعيد للحقوق الجنكيزية. برر حملاته الإيرانية والمملوكية والعثمانية بأنها إعادة فرض سيطرة المغول المشروعة على الأراضي التي استولى عليها المغتصبون. لجأ تيمور إلى الرموز واللغة الإسلامية ليضفي الشرعية على فتوحاته، وأشار إلى نفسه باسم «سيف الإسلام». كان راعيًا للمؤسسات التعليمية والدينية. أدخل جميع قادة بورجيجين تقريبًا إلى الإسلام خلال حياته. هزم تيمور فرسان الإسبتارية الصليبيين هزيمة ساحقة في حصار سميرنا، وأطلق على نفسه لقب الغازي. بحلول نهاية فترة حكمه، كان تيمور قد بسط سيطرته الكاملة على جميع بقايا خانية جغتاي والدولة الإلخانية والقبيلة الذهبية، ووصل به الأمر إلى محاولة إعادة حكم سلالة يوان في الصين.
كانت جيوش تيمور متعددة الأعراق تمامًا وذات رهبة في جميع أنحاء آسيا وإفريقيا وأوروبا، وأدت حملاته إلى تدمير أجزاء كبيرة منها. يقدر العلماء أن حملاته العسكرية تسببت في مقتل 17 مليون شخص، أي ما يقارب نحو 5% من سكان العالم آنذاك. كانت خوارزم أكثر المناطق المحتلة معاناة بسبب حملاته، إذ ثارت ضده عدة مرات.
كان تيمور جد السلطان التيموري وعالم الفلك والرياضيات أولوغ بيك، الذي حكم آسيا الوسطى بين عامي 1411 و1449، والجد الأكبر لبابر (1483-1530) الذي يعد مؤسس إمبراطورية مغول الهند التي حكمت بعد ذلك كامل شبه القارة الهندية تقريبًا.

## نسبه
ادعى تيمور أنه يعود إلى نسل توماني خان من جهة والده، وهو سلف ذكر يشترك به مع جنكيز خان. كان قراشار نويان، حفيد حفيد توماناي، وزيرًا للإمبراطور الذي ساعد لاحقًا ابن الأخير المدعو جطغاي في حكم بلاد ما وراء النهر. على الرغم من أن ذكر قراشار محدود في سجلات القرنين الثالث عشر والرابع عشر، أكدت المصادر التيمورية اللاحقة بشدة دوره في التاريخ المبكر للإمبراطورية المغولية. تشير هذه السجلات أيضًا إلى أن جنكيز خان أسس لاحقًا «رابطة الأبوة والبنوة» عبر تزويج ابنة جطغاي إلى قاراشار. عبر النسل المزعوم الناتج عن هذا الزواج، ادعى تيمور وجود قرابة له مع خانية الجاطاغاي.
تعد أصول والدة تيمور المدعوة تكينا خاتون، أقل وضوحًا. يذكر كتاب زافرناما اسمها فقط دون أي معلومات عن خلفيتها. في عام 1403، ادعى يوهانس دي غالونيفونتيبوس، رئيس أساقفة السلطانية، أنها من أصول متواضعة. يذكر معز الأنساب الذي كتب بعد عقود لاحقة أنها كانت على قرابة مع قبيلة يسوري، التي تحد أراضيها أراضي برلاس. روى ابن خلدون أن تيمور نفسه ذكر أن والدته تنحدر من أصول البطل الفارسي الأسطوري منوشهر. اقترح ابن عربشاه أنها كانت من نسل جنكيز خان. وصفتها كتب تيمور التي تعود إلى القرن الثامن عشر بأنها ابنة «صدر الشريعة»، وهو لقبٌ يُعتقد أنه يشير إلى العالم الحنفي عبيد الله المحبوبي من بخارى.

## النشأة
وُلِد تيمور في بلاد ما وراء النهر بالقرب من مدينة كيش (شهرسبز الحالية، أوزبكستان)، على بعد حوالي 80 كيلومترًا (50 ميلًا) جنوب سمرقند، وهي جزء مما كان يُعرف آنذاك بخانات جغاطاي. يعني اسمه تيمور «الحديد» في اللغة الجغتائية، وهي لغته الأم (باللغة الأوزبكية: تمير، باللغة التركية: ديمير). يشبه اسم ميلاد جنكيز خان تيموجين. تدعي سجلات السلالات التيمورية اللاحقة أن تيمور ولد في 8 أبريل 1336، لكن معظم المصادر من فترة حياته تعطي أعمارًا تتوافق مع تاريخ ميلاد يقع في أواخر عشرينيات القرن الثالث عشر. تظن المؤرخة بياتريس فوربس مانز أن تاريخ 1336 كان مخططًا لربط تيمور بإرث أبو سعيد بهادر خان، آخر حكام الإلخانية المنحدرين من هولاكو خان، والذي توفي في ذلك العام.
كان فردًا في بارلاس، وهي قبيلة منغولية تترّكت في عدة جوانب. وُصِف والده طرغاي بأنه كان أحد النبلاء الصغار في هذه القبيلة. مع ذلك، تعتقد مانز أن تيمور لربما قلل لاحقًا من المكانة الاجتماعية لوالده، وذلك ليجعل نجاحاته أكثر بروزًا. تقول إنه على الرغم من أنه لا يُعتقد أن طرغاي كان يتمتع بقوةً خاصة، فقد كان ثريًا ومؤثرًا بصورة معقولة. ظهر هذا الأمر حين عاد تيمور فيما بعد إلى مسقط رأسه بعد وفاة والده في عام 1360، ما يشير إلى أنه قلق بشأن ممتلكاته. أُشير إلى الأهمية الاجتماعية لطرغاي إشارة أكبر من قبل عربشاه، الذي وصفه بأنه مثل أحد أقطاب بلاط الأمير حسين قرعونة. بالإضافة إلى ذلك، يُعتبر والد الأمير الكبير حميد كرييد من مغولستان صديقًا لطرغاي.
في يفعه، داهم تيمور ومجموعة صغيرة من أتباعه المسافرين بحثًا عن البضائع، وخاصة الحيوانات مثل الأغنام والخيول والماشية. في حوالي عام 1363، يُعتقد أن تيمور حاول سرقة شاة من راعٍ، لكنه أصيب بسهمين، استقر أحدهما في ساقه اليمنى والآخر في يده اليمنى، وفقد إصبعين على إثر الحادثة. أدت الإصابتان إلى إعاقته مدى الحياة. يعتقد البعض أن تيمور عانى من إصاباته أثناء خدمته مرتزقًا لخان سيستان في خراسان فيما يعرف اليوم باسم داشتي مارجو في جنوب غرب أفغانستان. وصمت الإصابات تيمور ولُقب بتيمور الأعرج وتيمورلنك من قبل الأوروبيين.

## الأصل
يسمى من قبل بعض المؤرخين تيمور وتعني باللغة المغولية حديد وأضاف إليه من أرادوا النيل منه والحط من قدره كلمة لنك وتعنى بالفارسية أعرج وآخرون أضافوا إلى اسمه بدافع الاحترام كلمة بك وتعني الأمير أو السيد. أما المؤرخون العرب فقد اعتادوا أن يشيروا إلى تيمور بالأمير أو السلطان أو الملكز وأما الأوربيون فيطلقون عليه اسم تامرلان. اختلفت آراء المؤرخين حول نسبه وانفرد المورخون الفرس بذكر نسب مطول له يرجع إلى قراجارنويان الذي كان في عهد جنكيزخان رأس قبيلة برلاس المغولية المتتركة.
أما المؤرخون العرب فقد ذكروا أنه «تيمور بن أيتمش قتلغ بن زنكي بن سيبا بن طارم ابن طغريل بن قليج بن سنقور بن كنجك بن طغرسبوقا بن التاخان المغولي الأصل».
يوجد غموض في أصل تيمور. في النقش على شاهدة قبره، في سمرقند، جاء أن نسبه يلتقي مع نسب بطله جنكيزخان عند جد واحد هو تومان خان. ويمضي تسلسل النسب على الشاهدة إلى أن يصل إلى امرأة حملت بولدها -الجد الثالث عشر لتيمور- من نور دخل عليها من أعلى الباب، وتمثل لها بشراً، وذكر أنه من أبناء علي بن أبي طالب. وقد جاء نسبه كما ورد على شاهدة قبر بالعربية «هنا مرقد السلطان الأعظم - الخاقان الأكرم أمير تيمور كوركان ابن الأمير ترغاى" بركل بن ايلائكير بن إيجل بن قراجاد ابن برولابن ايرزمجي الملقب برلاس الذي تنتسب إليه قبيلة برلاس».
جاء في مذكرات تيمور، (بخط تيمور، أو إملائه)، عن والده طرقاي، أن نسبه يرتقي إلى يافث بن نوح، الذي كان يلقب بأبي الأتراك. وكان على عرش تركستان، عند ظهور الإسلام، أحد أحفـاد يافث، ويدعى تومان خان، وكان قد رزق بولدين توأمين هما قجولاي وقابول، وقد أُشير إليهما أيضا على النقش السابق الذكر. ولما بلغ قجولاي مبلغ الرجال، حلم ذات ليلة برؤية نجميـن يلمعان في صدر أخيه قابول. وعندما قص حلمه على أبيه، بادر هذا إلى الاجتماع بأركان دولته، ليقرروا بأن تكون الخانية، من بعد تومان خان، في أعقاب قابول، وأن تكون الوزارة والقيادة في أسرة قجولاي، الابن الثاني. وقد نقش هذا القرار على صفيحة معدنية، وحفظ في خزائن الملك.
ويتابع طرقاي حديثه، وفقاً لما جاء في مذكرات تيمور عن أبيه:
ليس هناك من سند يؤيد هذا القول أو يدعمه، وربما يكون قد وضع لإضفاء السمو والعظمة على الأصول التي انحدر منها تيمور تبريراً لاستيلائه على السلطة في عيون الطورانيين. ومن المرجح أن القصد، من وراء ربط تيمور ببيت يعتبر من أعرق البيوت الإسلامية برباط النسب، كان تعزيزا لمكانة تيمور في نظر رعايـاه المسلمين، دون الخروج على شريعة الياسا المغولية، التي كانت قد نصت على وجوب معاملة أبناء علي بن أبي طالب بالرعاية والاحترام.
كانت والدة تيمور تدعى تكينة خاتون، ونسبها ينتهي إلى جنكيـز، وفقا لرواية للمؤرخ عربشاه نقلا عن كتاب فارسي. وقد ألمح تيمورلنـك، في إحدى رسائله إلى السلطان العثماني بايزيد، قبل أن يغير على بلاد هذا الأخير، بأنه سليل أسرة الإيلخانيين، التي كانت تحكم إيران، والتي يرجع نسبها إلى هولاكو حفيـد الفاتح المغولي الرهيب، جنكيزخان.

### المولد والنشأة
يقول تيمور في مذكراته إنه ولد في الخامس والعشرين من شهر شعبان، 736 هـ/ 1336 م، في ضواحي مدينة كيش، في قرية «خواجه إيلغار». وكلمة تيمور تعني الحديد. ويروي تيمورلنك، عن لسان والده طرقاي، إنه بعد ولادته حمله أبواه إلى بيت أحد رجال الدين ليتلقى البركة منه. ولما دخلا عليه كان يتلو، بصوت عال، هذه الآية من القرآن الكريم: ﴿أَأَمِنْتُمْ مَنْ فِي السَّمَاءِ أَنْ يَخْسِفَ بِكُمُ الْأَرْضَ فَإِذَا هِيَ تَمُورُ ۝١٦﴾ [الملك:16] ولما توقف الملا، وقبل أن يسألاه شيئاً، قال:
التحق تيمور بمدرسة الملا علي بك عندما بلغ سن السابعة. وقد تعلم كتابة الحروف العربية. ويقول في مذكراته إنه كان متفوقاً على أقرانه، وميالاً للسيادة والزعامة.
كانت مدينة كيش تعرف باسم شهرسبز، أي المدينة الخضراء بالفارسية، وتبعد 50 ميلاً جنوبي سمرقند في أوزبكستان.، وكانت من أحب الأماكن إلى نفس تيمور. وكان بيت أبويه مكونا من خشب ومن طين غير مشوي، تحيط به ساحة مسورة، وحديقة داخل الجدار. وكثيرا ما كان يخيم قرب البيت، لقضاء الليل، رجال ملتحون يلبسون أثواباً حريرية براقة، ويفترشون سجاد النوم، ويتحدثون عن القوافل والأحداث، ودائماً عن الحروب. وكثيراً ما كان الطفل تيمور يسمعهم يرددون:
نشأ مع أمثاله من الأولاد، وترعرع بين الخيول، وتسابق مع الخيول المطهمة في مروج البرسيم، عبر طريق سمرقند. كان يطيل التحديق بالأسلحة، ويتساءل مراهناً عن مدى مضاء الحد القاطع للحسام وهو في غمده، وعن معنى الكسر في قضيب الرمح .
وكان يصطاد، مع أمثاله، الثعالب وطيور السمن بالأقواس، ويلعبون لعبة الحرب هجوماً ودفاعاً، في حين تنام الكلاب وترعى الخيول. وكان تيمور دوماً هو القائد، ولم يكن معه، في هذه الألعاب الحربية، أكثر من ثلاثة رفاق أو أربعة. كان يلعب بجد ورصانة، وما كان ليضحك قط. وكان أحسن خيال بين رفاقه. وعندما كبر ورفاقه، وأُعطوا سيوفاً ونبالاً للصيد، فإنه سريعاً ما تفوق في استعمال هذه الأسلحة.
ولربما كانت جديته ورصانته نتيجة لحياة الوحدة في البيت؛ فقد ماتت والدته وهو صغير، وكان أبوه، وهو رئيس سابق في قبيلة برلاس المغولية، يمضي معظم ساعات يومه مع السادة أصحاب العمائم الخضراء، ممن زاروا مقدسات الإسلام، واكتسبوا البركة والقداسة من جراء ذلك. وكان للغلام صقوره، وكلابه ورفاقه، لكن لم يكن في البيت سوى خادمين، ولم تكن الخيل لتملأ نصف الإسطبل. فالأب لم يكن أميراً حاكماً، ولم يكن ليطمح إلى منصب أو زعامة.
كان الغلام ينطلق على ظهر جواده هائماً، كثير الجلوس على القمم، يتابع بأنظاره حركة القوافل على طريق سمرقند. وكانت تنطلق، على هذا الطريق، مواكب خيالة من أثرياء الفرس، ومعهم نساؤهم يحيط بهن حراس مدججون بالسلاح. كانت النساء، في هذه المواكب، محجبات، بخلاف النساء المغوليات اللواتي لم يعرفن الحجاب في ذلك الزمن. وكان تجار من العرب، طوال القامة، خفيفو اللحم، يواكبون قوافل من الخيول، مع حمولات من موشيات الحرير والمطرزات من الصين، ومن الحرير الخام والسجاد من أنوال الشمال. وكانت تمر أيضاً على الـطريق، خلال الغبـار الأصفر، قوافل العبيد، ومتسولون مع عصي وطاسات، ورجال مباركون يبحثون عن مريدين.
وأحياناً كان يأتي يهودي مع بغاله، أو هندي نحيل يروي قصصاً عن لصوص أفغانيين. كانوا ينصبون خيامهم عند الغسق، بين الحيوانات ونيران المطابخ التي تنبعث منها رائحة الروث ونبات الشيح الطيب الرائحة. وكان تيمور يبرك على عقبيه خـارج حلقتهم، مصغياً إلى أحاديثهم عن الأسفار وعن عالم سمرقند. وعندما كان والده يؤنبه لجلوسه مع رجال القوافل، كان يجيب: إن طريق المرء واحد لا غير.

### بيئة النشأة
كان الوادي، وكل من فيه، إرثاً لقبيلة برلاس، لكن القبيلة لم تكن مالكة للوادي إلا بقدر ما كان باستطاعتها الاحتفاظ به، والدفاع عن كرومه ومروجه ومراعيه. كان أفراد القبيلة طوال القامة، ضخام الأجسام، ينحدرون من الشاقاص (السيئيين)، أو من الأتراك كما يقول بعضهم. وقد اكتسبوا التسمية المغولية بعد أن انضموا للعمل تحت راية جنكيزخان، وحاربوا مع ابنه جوشي في صفوف الجماعة (الهوردة) الذهبية، في روسيا والقرم.
كان جنكيزخان قد جعل من قبائل منغوليا وتركستان أسياداً على آسيا وأوروبا الشرقية. وكان البرلاس رجال حرب كأجدادهم، وقليل منهم من كان يموت تحت سقف خيمته. وكانوا لا زالوا محتفظين غريزياً بالمهارة في المحاربة الصحراوية كما كان أسلافهم من قبل.
كانوا مغرمين بالصيد بواسطة الصقور، وكانوا مهرة في استعمال القوس والنشاب المزدوج الرأس، يصيدون الطيور وحيوانات الغاب. وكان لحم الصيد طعامهم المفضل، وكذلك عجز الجمل. كانوا يأكلون من حلة عامة، يتحلقون حولها جثوا على السجاد، وأصابعهم تحمل الطعام إلى الأفواه.
كانوا يعجبون بالفروسية العربية. وكانوا، كعرب البادية، دائمي الضجر والتبرم ما لم يكونوا على ظهر الجواد. كانوا أرستقراطية حرب ونزال، ويعتبرون مصاهرة التجار والمزارعين ضارة بعنصرهم ومحطة له. وكانوا لا يحسنون تجارة ولا صناعة، وكانوا لذلك فقراء وفي طريقهم إلى الإفلاس والخراب. كانوا كرماء إلى حد غير معقول، وعلى مقدار عظيم من العناد والقسوة البالغة. كانوا يبيعون ممتلكاتهم أو يرهنونها للإنفاق على ولائمهم. كانت الضيافة طبيعة، وكانت أفنية دورهم محشورة دائما بعابري السبيل، في حين كانت أغنامهم مواظبة على السير إلى داخل الحلة.
وكان يعيش في وادي المدينة الخضراء أناس من غير قبيلة البرلاس. كان هناك مزارعون إيرانيون، يعملون بصبر وأناة في الحقول والمزارع، ويروون الأرض بمياه الأقنية وأخاديد الري. وكان هناك السرتيون سكان المدينة، يجلسون في الأكشاك في ميدان السوق، ويصغون إلى القراء يرتلون من آيات القرآن كتاب الله الكريم. كانوا يعتمرون العمائم، ويتبعون شريعة الإسلام، بينما كان الرجال ذوو الخوذ يعملون بشريعة الياسا، شريعة جنكيزخان.
ومما كان يزيد في سوء أحوال قبيلة البرلاس، ولا يعمل شيئا لإصلاح اوضاعهم انهم كانوا بلا زعيم. فطرقاي، الذي سبق وكان رئيسا للقبيلة، كان رجلاً وديعاً، ممتلثاً بكرامته وشرف مقامه ومحتده. كان قد استمع كثيراً لدروس الفقهاء، وأصغى مقتنعاً لشروحاتهم وتفاسيرهم، ثم راح يعيش منعزلاً كناسك، ضيفا على إحدى التكاياً. وقد قال لابنه تيمور:

وكان من عادة طرقاي، كسواه من الآباء، أن يحاضر ابنه في ماضي أجداده وامجادهم، وهم الذين كانوا أسيادا على الجبال المطلة على صحراء غوبي. كان يحدثه عن الأميرات الصينيات، اللواتي كن يرسلن كزوجات لخانات الصحراء، مع عربات محملة بالحرير والعاج المصنع. وكان يروي له أيضاً قصصاً عن احتفال هؤلاء الخانات بالنصر، وعن شربهم لحليب الأفراس في جماجم أعدائهم وقد بطنت بصفائح من الذهب الخالص. وكثيراً ما كان يقول:
وكان يعود ليستطرد ويقول:
وهكذا رحل طرقاي عن هذه الدنيا، تاركاً وحيده لمصيره. ولكن رجال التكية كانوا قد عرفوا بوجود الصبي. وذات يوم كان تيمور جالساً عند إحدى زوايا الردهة، يقرأ سورة من القرآن، ومر به متعمم أبيض الشعر، فسأل تيمور عن اسمه، فقال هذا وهو يهب واقفاً:
- أنا تيمور
تطلع سليل الرسول إلى الصبي، وأمعن النظر في وجهه، وقال:
- أيد دائما دين الإسلام، وتكون بخير وأمان.
فكر تيمور في هذا القول ملياً، وكانت النتيجة أن أعرض لبعض الوقت عن المشاركة في البولو ولعب الشطرنج، وكانا تسليته المفضلة. وكان من عادته، عندما يلتقي بدرويش جالسا في الظل، على طريقه، فإنه كان ينزل عن حصانه، ليسأله البركة. لم يكن يقرأ بسهولة، ولذا اقتصر جهده على سورة واحدة، إلى أن أتقن استظهارها عن ظهر قلب.
في تلك الأيام، وقد بلغ السابعة عشرة من عمره، كان كثير التردد على المساجد، مستمعاً إلى دروس الأئمة والفقهاء. وفي رواية أن أحدهم، ويدعى الملا زين الدين، ابصر بالفتى يوماً، فناداه إليه، ليعطيه قلنسوته الخاصة، وحزاماً من الشال، وخاتماً مرصعاً بحجر من العقيق الأحمر. كان زين الدين هذا ثاقب الفراسة، خبيراً بطبائع البشر وأحوال الدنيا، ويتحلى بكثير من مؤهلات الزعامة. وكان تيمور يتذكر دائماً عينيه الحادتين، وصوته الرزين، وربما هديته أيضاً.
كان الحاج برلاس الزعيم الوحيد الباقي في قبيلة برلاس، وكان عماً لتيمور، أخا لأبيه، ولا يرى إلا نادراً في المدينة الخضراء. كان قد أدى فريضة الحج إلى مكة المكرمة، ولم يكن ليهتم بتيمور، ابن أخيه، أو يسأل عنه. وكان كثير الوساوس والظنون، متهوراً ودائم الكآبة. وقد سارت أمور القبيلة تحت زعامته إلى أسوأ ما يمكن أن يكون، وتحول معظم الوجهاء والبارزين في القبيلة للعمل في خدمة الأمراء والملوك. وإلى هناك ذهب أيضاً تيمور، بعد أن بلغ سن العشرين.

### مرحلة الشباب
تيمور، ابن العشرين، أصبح شاباً وسيماً، حسن السمعة وغير مرتبط بعمل. وكان قد ورث عن والده عدداً من الماشية وبعض العبيد. كان قوي الجسم، بهي الطلعة، جميل القوام، عريض الأكتاف، طويل القامة. وكان رأسه كبيراً، مستقيم الوضع والتوازن على كتفيه، عريض الجبهة، بعينين سوداويين تتحركان ببطء وتتطلعان إلى الآخرين بصراحة وبطريقة مباشرة. وكان عريض عظام الوجه، كبير الفم حساسه. وكان في ذلك كل الدلائل على الحيوية والهمة العالية. كان فتى قليل الكلام، عميق الصوت ثاقبه. وكان لا يرتاح إلى الغباوة والكلام الفارغ، ولم يشعر طوال حياته بميل أو تقدير للهزل والمزاج.
كانت الضيافة، في العصر الأول للإسلام، فريضة تؤدى عن طيب خاطر، وترد عيناً. وكان الطورانيون كثيري التطواف والتجوال، وكان تيمور يُستقبل ضيفاً مكرماً في كل خيمة وكل فناء، بدء من سمرقند حتى بلدان الشمس في إيران وأفغانستان.
كان قد تجمع حوله بعض الرفاق، وكانوا يذهبون للصيد متحركين مئات الأميال، خلال دروب الجبال، أو سيراً على حدود الصحراء، وسلاحهم مقتصر على سيف وقوس صيد خفيف. كان يلتقي، في هذه المناسبات، بعرب في مخيمات القوافل، فيتحدث معهم، وينزل في ضيافتهم. وكان الجبليون، الذين يغسلون رمال الأنهار بحثاً عن جسيمات الذهب، يروون على مسامعه أساطيرهم، وأخبار خيولهم، وثرثرة نساء القبائل الأخرى. وكان يلعب الشطرنج مع رؤوساء القوافل، ومع شيوخ القبائل في حصونهم.
وجاءه ذات يوم من قال له: إن صانع الملوك يسأل عنك!.
أحصى تيمور ما كان يملكه. وزع الأغنام إلى قطعان، وعهد بكل قطيع إلى راع يتقاضى لقاء أتعابه ربع اللبن والزبدة والصوف. وتصرف بالطريقة ذاتها لما يتعلق بالماعز والجمال. ولم يكن هناك شيء آخر. أخذ تيمور لنفسه أحسن خيوله. واختص بخدمته غلاما كان قد ولد في بيت العائلة ويدعى عبد الله. ركب يتبعه خادمه، واتجه جنوبا، يسير عبر السفوح والوهاد، في طريقه إلى أمو داريا، النهر الكبير. كان تيمور مغامرا، وهو الآن في الطريق للالتحاق بمغامرين ولا من يملك عليهم. وكان ذلك عام 1356 م.

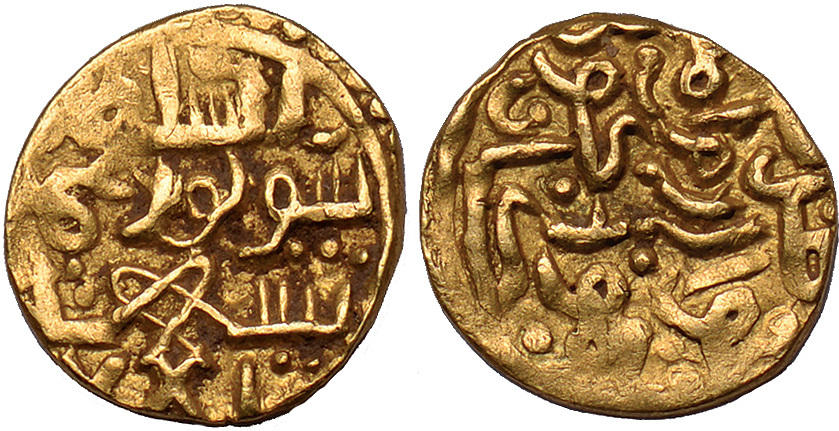
سکه تیمور گورکانی سویورقتمیش

## بداية الظهور
عندما تُوفِّي «كازغان» آخر إيلخانات تركستان سنة (758هـ/ 1357م) قام «تغلق تيمور» صاحب «قشغر» بغزو بلاد ما وراء النهر، وجعل ابنه «إلياس خواجه» قائدًا للحملة، وأرسل معه تيمور وزيرًا، ثم حدث أن ساءت العلاقة بين الرجلين؛ ففرَّ تيمور، وانضم إلى الأمير حسين حفيد كازغان آخر إيلخانات تركستان، وتقرب إليه. ولا زال يترقى بعد ذلك من وظيفة إلى أخرى حتى عظم وصار من جملة الأمراء. وتزوج بأخت السلطان حسين.
ونجح الاثنان في جمع جيش لمحاربة إلياس خواجه، لكنهما لم ينجحا في تحقيق النصر، وفرَّا إلى خراسان، وانضما إلى خدمة الملك «معز الدين حسين كرت». ولمَّا علم الأمير تغلق تيمور بوجودهما بعث إلى معز الدين بتسليمهما له، غير أن تيمور وصاحبه هربا إلى قندهار ومنها إلى سيستان، فاحتال واليها وهاجمهما.
ثم عاود الاثنان جمع الأتباع والأنصار، ونجحا في مهاجمة إلياس خواجه، وتمكنا سنة (766 هـ/ 1364م) من السيطرة على بلاد ما وراء النهر، ثم لم يلبث أن وقع الخلاف بين تيمورلنك وصهره، فقتل تيمور زوجته (أخت السلطان) وانتصر على السلطان بالحيلة في معركة ضاغلغا. ودخل سمرقند في (12 (توضيح) من رمضان 771هـ/ 14 أبريل 1370 م)، وأعلن نفسه حاكمًا عليها، وزعم أنه من نسل جغتاي بن جنكيز خان، وأنه يريد إعادة مجد دولة المغول، وكوَّن مجلس شورى من كبار الأمراء والعلماء.

## التوسع على حساب جيرانه

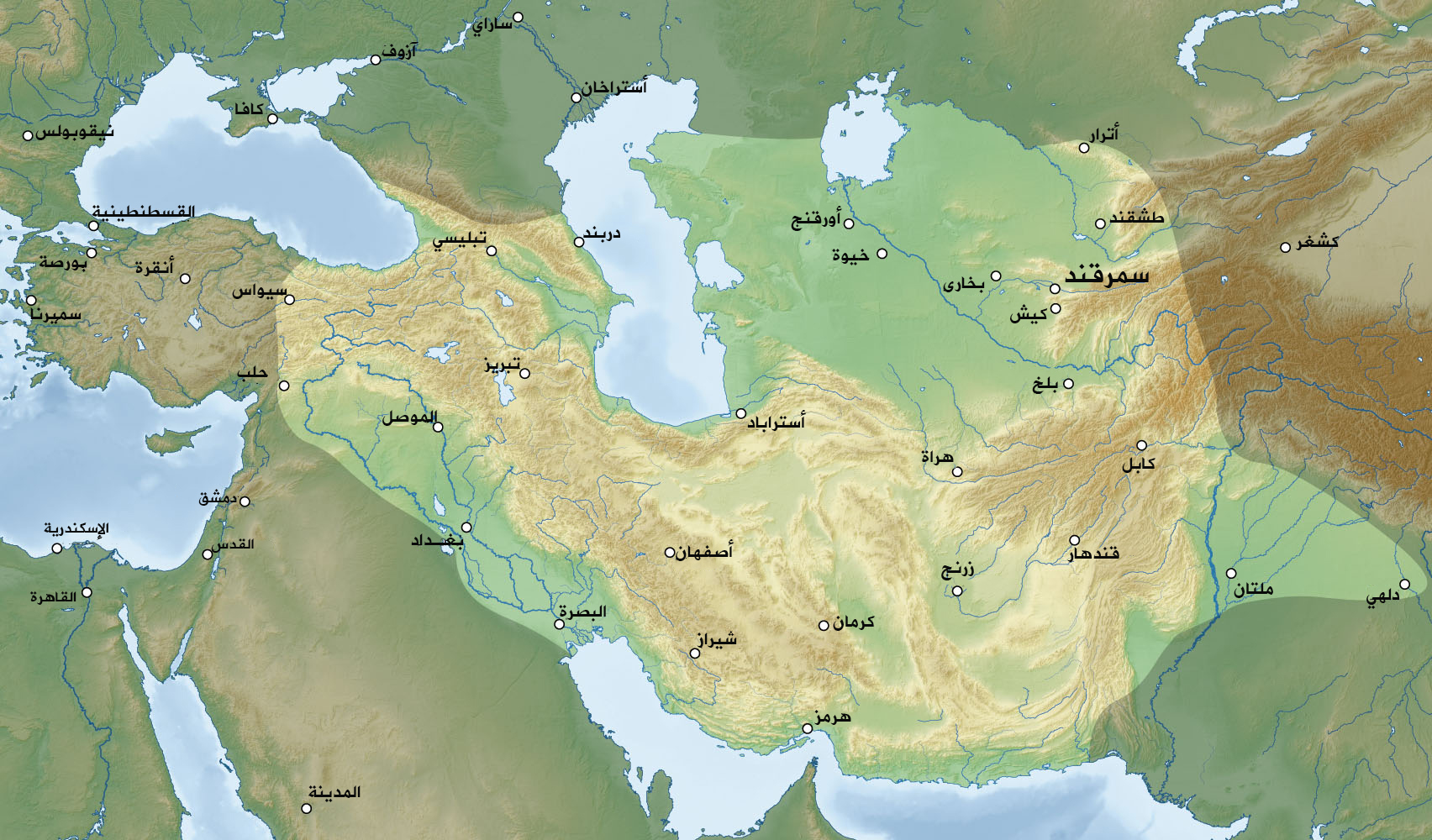
أقصى اتساع للدولة التيمورية عند وفاة تيمورلنك

قام تيمور بتنظيم جيش ضخم معظمه من المغول، وبدأ يتطلع إلى بسط نفوذه، فاتجه إلى خوارزم، وغزاها أربع مرات بين عامي (773- 781 هـ/ 1372- 1379 م)، نجح في المرة الأخيرة في الاستيلاء عليها وضمها إلى بلاده، بعد أن أصابها الخراب والتدمير من جراء الهجوم المتواصل عليها، وفي أثناء هذه المدة نجح في السيطرة على صحراء القفجاق، والتي تمتد بين سيحون وبحيرة خوارزم وبحر الخزر (بحر القزوين).
ولَمَّا اضطربت أوضاع خراسان سنة (782هـ/ 1380م) بعث ابنه ميران شاه، وكان في الرابعة عشرة من عمره، فنجح في السيطرة على إقليم خراسان كله، وبحستان وأفغانستان، ثم اتجه في سنة (787هـ/ 1385م) إلى مازندران، فاستسلمت دون قتال، ثم انطلقت جيوش تيمورلنك تفتح أذربيجان، وتستولي على إقليم فارس، وتُغِير على أصفهان التي كانت قد ثارت على نوابه، وبلغ عدد القتلى فيها سبعين ألفًا، أقام تيمورلنك من جماجمهم عدة مآذن.
وفي سنة (790هـ/ 1388م) هاجم توختاميش خان بلاد القفجاق (بلاد ما وراء النهر)، وحرض أهالي أذربيجان على الثورة ضد تيمورلنك، وأعلنوا ولاءهم لتوختاميش، ونتيجة لتفاقم هذه الأحداث توقف تيمورلنك عن التوسع واتجه نحو أذربيجان لقمع الثورة، وما كاد يصلها حتى فرَّ توختاميش، ودخل تيمورلنك خوارزم وأحلَّ بها الخراب والتدمير إلى الحد الذي لم يعد فيها حائطٌ يُستراح تحت ظله، وظلت خرابًا خالية من السكان حتى أمر تيمورلنك بإعادة تعميرها سنة (793هـ/ 1391م).
ولَمَّا كرَّر توختاميش هجومه مرة أخرى على بلاد ما وراء النهر في سنة (791هـ/ 1389م) تعقَّبه تيمورلنك حتى أرض المغول وصحراء القفجاق وهزمه هزيمة منكرة ولم يكن تيمور لنك يتوقع الانتصار.

## فتوحات في مناطق من آسيا والقوقاز
ولَمَّا رجع تيمورلنك ظافرًا من صحراء القفجاق سنة (794هـ/ 1392م)، وقد تخلص من توقتمش، أناب ابنه «ميران شاه» في حكم خراسان، وحفيده «بير محمد» في حكم غزنة وكابل، وقصد إيران في (رمضان 794هـ/ أغسطس 1392م) لإخماد الثورات التي شبَّت بها، وظل هناك خمس سنوات مشغولاً بقمع تلك الثورات. وتُسمَّى حروبه هذه بـ«هجوم السنين الخمس»، وبدأ حروبه بإخضاع «جرجان» و«مازندران»، ثم اتجه إلى العراق فخرب «واسط» و«البصرة» و«بغداد» و«الكوفة» وغيرهم، ثم واصل سيره فخرب ديار بكر وبلاد أرمينية والكرج (جورجيا)، ثم أراد مهاجمة الشام سنة 798هـ، فسمع بأن الملك المملوكي الظاهر برقوق قد خرج بجيش كبير من مصر فرجع إلى بلاده خائفاً.

## فتح الهند

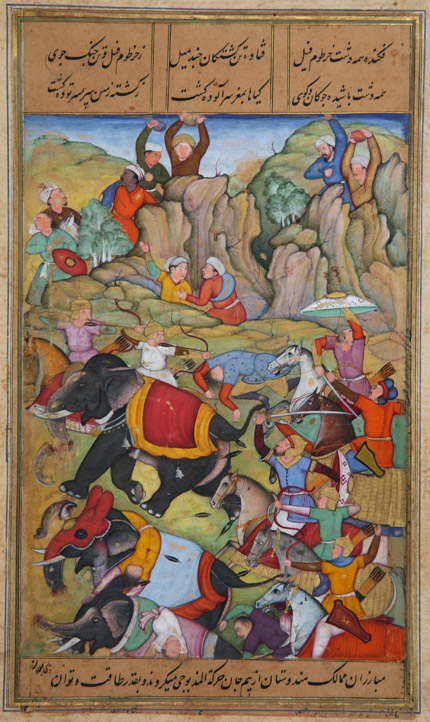
تيمورلنك يهزم جيش سلطان دلهي محمود تغلق

كان تيمورلنك قد بلغ الستين عاماً، لكن هذا لم يوهن من عزيمته في مواصلة الغزو. ولم يركن إلى الراحة والخلود إلى ما حققه من قوة ونفوذ، والتمتع بمباهج الجاه والسلطة. فلما سمع بموت فيروز شاه ملك الهند من غير ولد وحصول اضطرابات بعده، استغل فترة الضعف هذه، وعزم على غزو الهند متذرِّعًا بأن التغلقيون يتساهلون مع الهندوس في أمر الإسلام! وانقضَّ بجيشه الجرار على قوات محمود تغلق في (7 ربيع الآخر 801هـ / 17 ديسمبر 1397م)، وأنزل به هزيمة ساحقة، واحتل «دلهي» عاصمة دولة «آل تغلق»، وقام بتدميرها وتخريبها. وبلغ من بشاعة التدمير أنها لم تنهض مما حلَّ بها إلا بعد قرن ونصف القرن من الزمان. وعاد تيمورلنك إلى سمرقند محمَّلاً بغنائم وفيرة، ومعه سبعون فيلاً تحمل الأحجار والرخام التي أحضرها من دلهي، ليبني بها مسجدًا في سمرقند. وبينما هم في ذلك بلغ تيمور موت الملك الظاهر برقوق صاحب مصر، وموت القاضي برهان الدين أحمد صاحب سيواس من بلاد الروم، فرأى تيمور أنه بعد موتهما ظفر بمملكتيهما، وكاد أن يطير بموتهما فرحاً، وعاد إلى بلاده فوراً تاركاً فوضى عظيمة.

## حملة السنوات السبع
لم يمكث تيمورلنك طويلاً في سمرقند بعد عودته الظافرة من الهند، واستعد للخروج ومواصلة الغزو، وانطلق في حملة كبيرة سُميت بحملة السنوات السبع (802 - 807هـ / 1399- 1405م) لمعاقبة المماليك لمساعدتهم أحمد الجلائري خان بغداد في حربه ضد تيمورلنك، وتأديب السلطان العثماني «بايزيد الأول» سلطان الدولة العثمانية الذي كان يحكم شرق آسيا الصغرى.
وبدأ تيمورلنك غزواته باكتساح قراباغ بين أرمينيا وأذربيجان فقتل وسبى. ثم توجه إلى تفليس عاصمة الكرج (بالقوقاز) ونهبها في جمادى الآخرة سنة (802هـ / 1399م) ثم توجه إلى سيواس في 5 محرم 803هـ، وقبض على مقاتلتها وهم ثلاثة آلاف نفر، فحفر لهم سرداباً وألقاهم فيه وطمهم بالتراب، ثم وضع السيف في أهل البلد وأخربها حتى محا رسومها. ثم سار إلى «عينتاب» ففتحها، واتجه إلى حلب، فسقطت بسبب رفض مماليك مصر مساعدة أهل الشام نتيجة صراعهم على الحكم. وبلغ عدد القتلى فيها عشرين ألفاً والأسرى أكثر من ثلاثمئة ألف.
وبعد عمليات النهب والحرق والسبي والتخريب التي قام بها تيمورلنك وجيشه اتجه إلى حماة والسلمية، ولم يكن حظهما بأحسن حال من حلب، وواصل زحفه إلى دمشق التي بذل أهلها جهودًا مستميتة في الدفاع عن مدينتهم، لكن ذلك لم يكن كافياً لمواجهة جيش جرار يقوده قائد محنك، فاضطروا إلى تسليم دمشق. ولمَّا دخل تيمورلنك المدينة أشعل فيها النار ثلاثة أيام حتى أتت على ما فيها، وأصبحت أطلالاً. وبعد أن أقام بها ثمانين يوماً، رحل عنها مصطحبًا أفضل علمائها وأمهر صُناعها، واتجه إلى طرابلس وبعلبك فدمرهما. وعند مروره على حلب أحرقها مرة ثانية وهدم أبراجها وقلعتها. ثم دمر ماردين، ولم تسلم منه الا مدينة حمص.
واتجه تيمورلنك بعد ذلك إلى بغداد، وكانت تحت حكم الجلائريين؛ فهاجمها هجومًا شديدًا، ودمر أسوارها، وأحرق بيوتها، وأوقع القتل بعشرات الآلاف من أهلها، ولم تستطع المدينة المنكوبة المقاومة فسقطت تحت وطأة الهجوم الكاسح في أيدي تيمورلنك. وألزم جميع من معه أن يأتيه كل واحد منهم برأسين من رؤوس أهل بغداد. فكانت عدة من قتل في هذا اليوم من أهل بغداد تقريباً مئة ألف إنسان. وهذا سوى من قتل في أيام الحصار، وسوى من قتل في يوم دخول تيمور إلى بغداد، وسوى من ألقى نفسه في الدجلة فغرق، وهو أكثر من ذلك.

## أسر السلطان العثماني
ولم تُشبِع هذه الانتصارات طموح تيمورلنك الجامح وإسرافه في الغزو وشغفه بفتح البلاد والمدن، فانطلق في سنة (804هـ / 1402م) نحو آسيا الصغرى فاقتحم «سيواس» والأناضول، واصطدم بالجيش العثماني بقيادة السلطان بايزيد الأول.
واستعد السلطان بايزيد لملاقاة الغازي الجامح الذي تقدم بجيش جرار قوامه 300 ألف جندي، وبعد أن استولى على سيواس والتقى بالجيش العثماني بقيادة السلطان بايزيد في معركة هائلة عُرفت باسم «معركة أنقرة» في (19 ذي الحجة 804هـ / 20 يوليو 1402 م)، وانهزم السلطان بايزيد هزيمة ساحقة بعد سلسلة من الخيانات لصالح تيمورلنك، ووقع في الأسر هو وأحد أبنائه، ولم يتحمل السلطان العثماني الأسر فمات كمدًا في (15 شعبان 805هـ / 10 مارس 1403م)، ثم نُقل جثمانه ليدفن في مدينة بورصة عاصمة العثمانيين، بينما كان تيمورلنك عائدًا بأسراه إلى عاصمته سمرقند.

## الاستعداد لفتح الصين
ولم يكد يستقر في سمرقند حتى أعد العدة لغزو الصين في خريف (807هـ / 1404م)، وكان الجو شديد البرودة حين خرج لغزوته الأخيرة لكنه عاند نصائح أطباءه واستمر بحملته، وعانى جيشه قسوة البرد والثلج، ولم تتحمل صحته هذا الجو القارس، فأصيب بالحمى التي أودت بحياته ويقال مات بفعل مستحضر معمول من تقطير الخمر صنعه له أطبائه بناءً على أوامره ليقاوم البرد حيث أذاب كبده في (17 من شعبان 807 هـ / 18 من فبراير 1405م)، بعد أن دانت له البلاد من «دلهي» إلى دمشق، ومن بحيرة آرال إلى العراق وكان هذا حده في طرف جزيرة العرب الشمالي، وبعد وفاته نقل جثمانه إلى سمرقند حيث دفن هناك في ضريحه المعروف بكور أمير، أي مقبرة الأمير.

## نسل تيمورلنك

### أبناء تيمورلنك
- جهانكير ميرزا من آغا طورمش
- عمر شيخ ميرزا الأول من آغا طولُن
- ميران شاه ابن تيمور من آغا منغلي
- شاه رخ ميرزا ابن تيمور من آغا طوغاي طورخان
- خليل سلطان من سراي المُلك خانم

### بنات تيمورلنك
- عقية بيغي، تزوجت محمد بك، بن الأمير موسى – الأم غير معروفة.
- غير معروفة، تزوجت سليمان ميرزا – الأم غير معروفة.
- غير معروفة، تزوجت كوماليزا ميرزا – الأم غير معروفة.
- سلطان بخت بيغوم، تزوجت أولا محمد ميركي، وثانيا 1389/90، سليمان شاه- من آغا الجاز طورخان

### أبناء جهانكير
- محمد سلطان بن جهانكير ميرزا
- بير محمد بن جهانكير

### أبناء عمر شيخ ميرزا
- بير محمدبن عمر شاه ميرزا الأول
- إسحاق بن عمر شاه ميرزا الأول
- رستم بن عمر شاه ميرزا الأول
- بايقرا ابن عمر شاه ميرزا الأول
  - منصور بن بايقرا
    - حسين بايقرا
    - بادي الزمان
      -         - محمد مؤمن

      - مظفر حسين

    - إبراهيم حسين

### أبناء ميران شاه
- خليل سلطان بن ميران شاه
- أبو بكر بن ميران شاه
- محمد بن ميران شاه
  - أبو سعيد ميرزا
    - عمر شيخ ميرزا الثاني
      - ظهير الدين بابر
        - مغول الهند

      - جهانكير ميرزا الثاني

### أبناء شاه رخ ميرزا
- أولوغ بيك – المعروف بأولوغ بيك
  - عبد اللطيف بن أولوغ بيك
- بايسنقر
  - علاء الدولة مرزه بن بايسنقر
    - إبراهيم بن علاء الدولة بن بايسنقر

  - محمد بن بايسنقر
    - يادجار محمد ميرزا

  - أبو القاسم بابر بن بايسنقر
- السلطان إبراهيم ميرزا
  - عبد الله بن إبراهيم بن شاه رخ
- مرزه سويورغاطمش خان
- مرزه محمد جوقي

## معرض صور

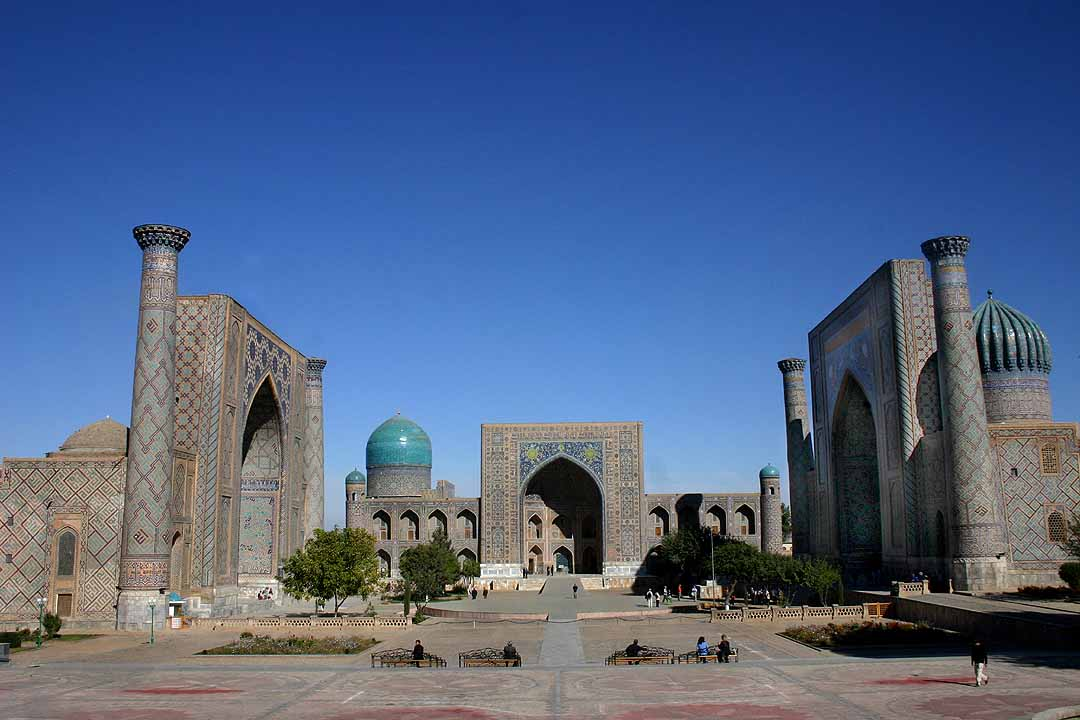
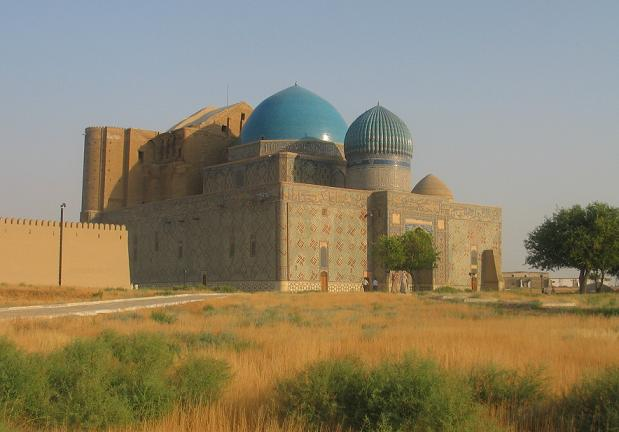
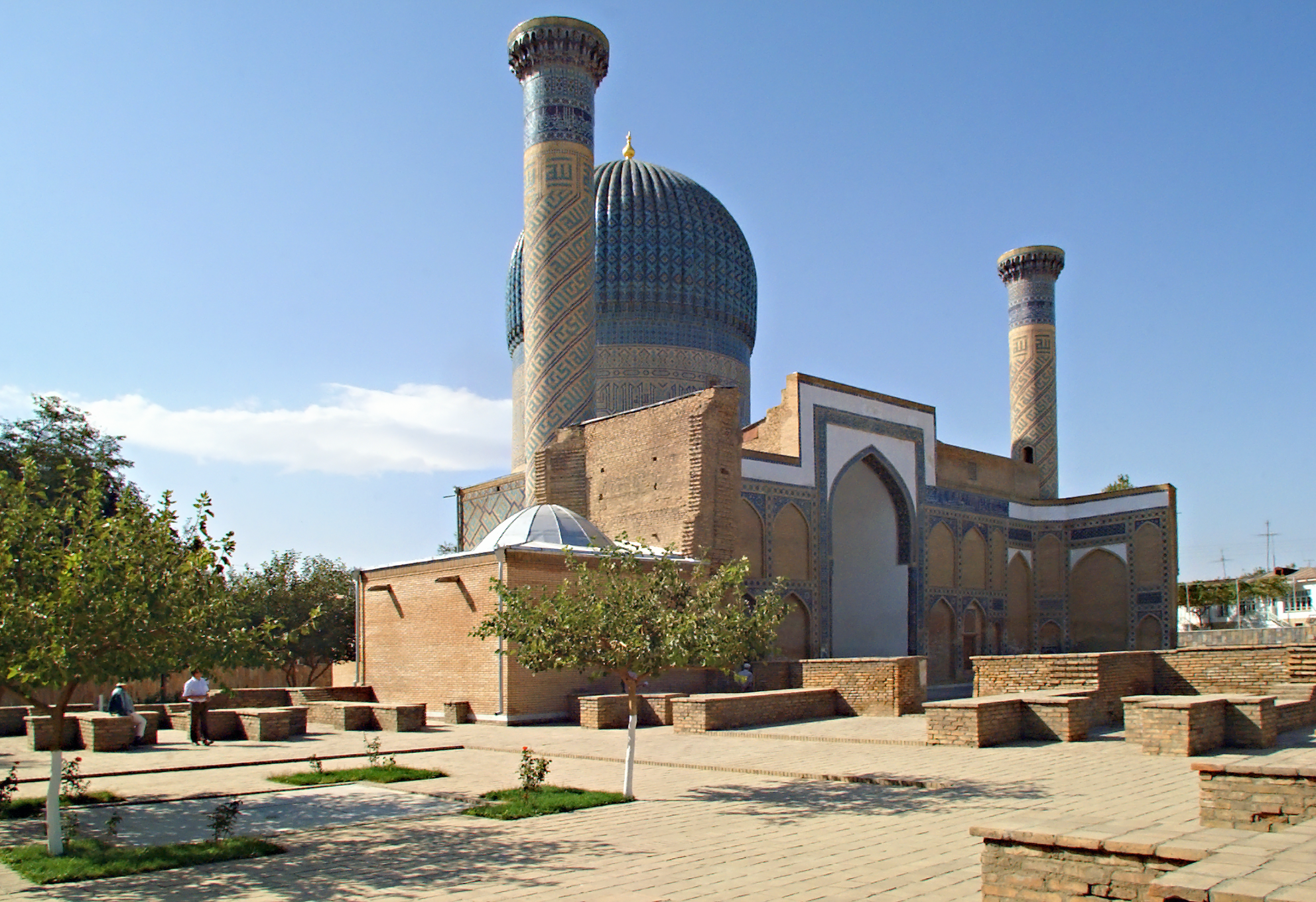
كور أمير، ضريح تيمورلنك في سمرقند، أوزبكستان
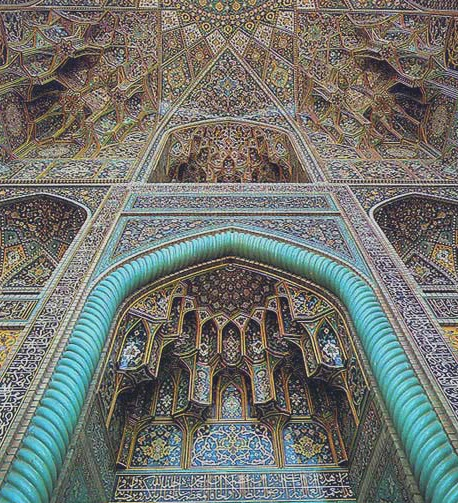
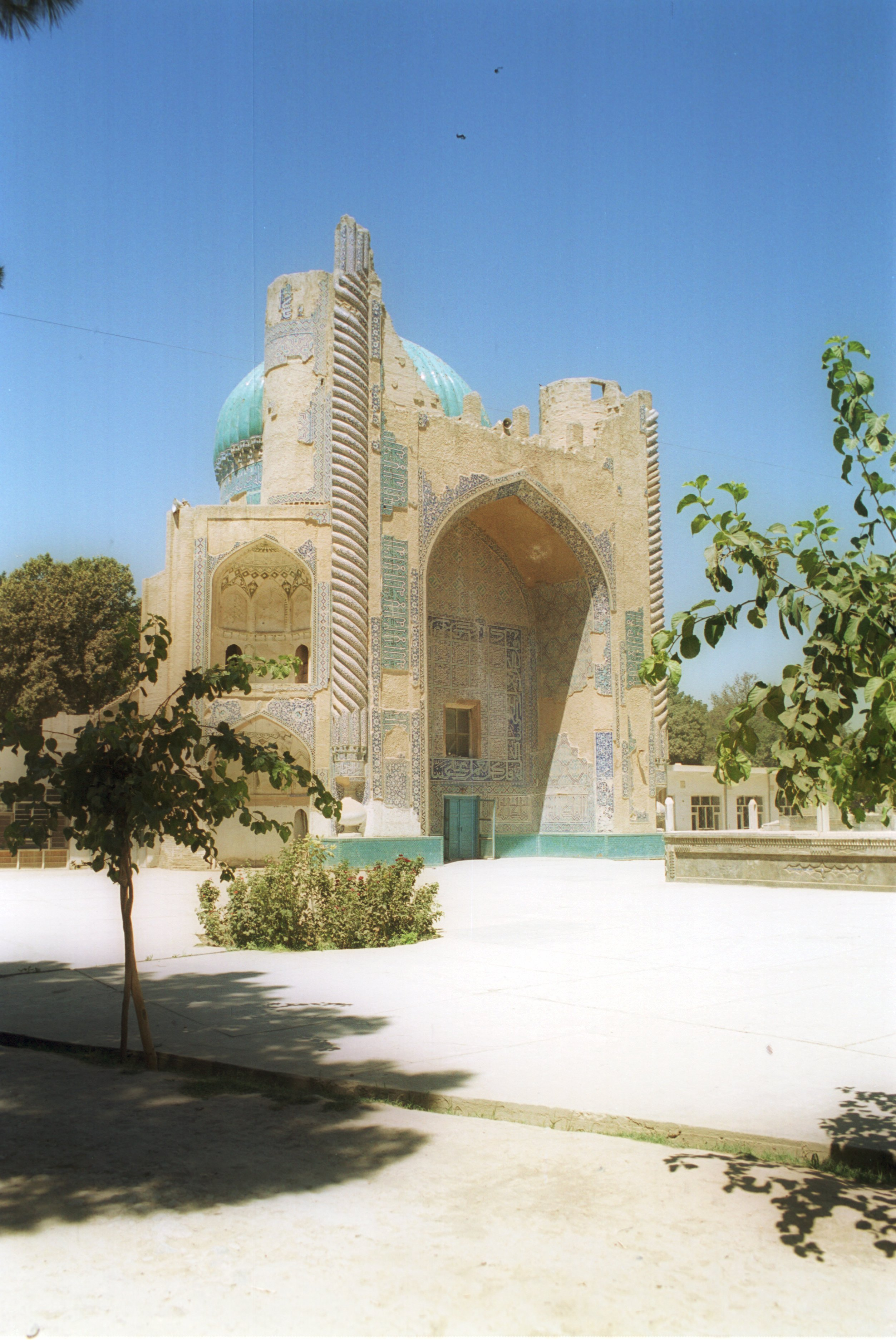
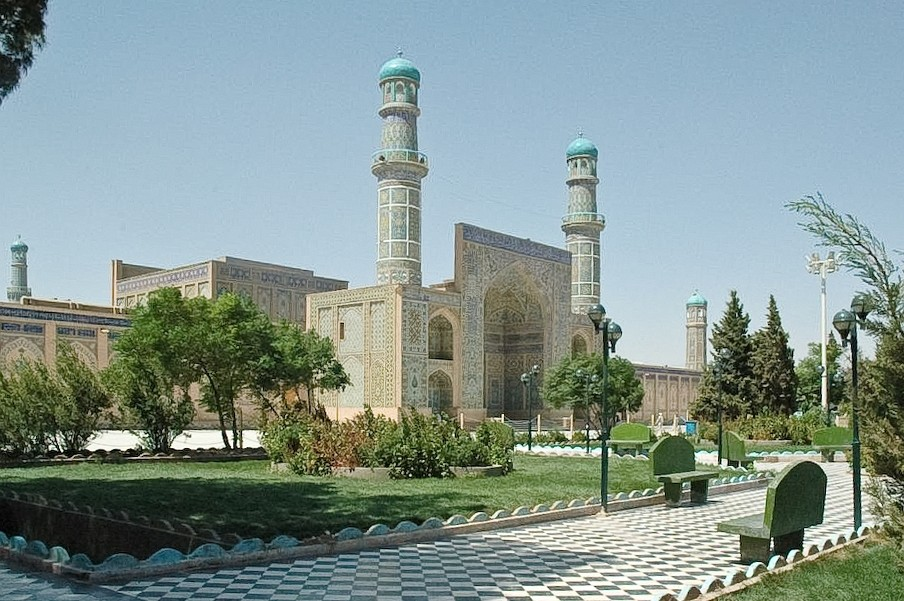

## وصلات خارجية
- تيمور لنك، موقع طريق الإسلام، كتابة راغب السرجاني.
- تيمورلنك على موقع الموسوعة البريطانية (الإنجليزية)
- تيمورلنك على موقع إن إن دي بي (الإنجليزية)